# 숙스
숙스(알바니아어: Sukth)는 알바니아 서부 두러스 주의 코뮌이자 과거 지방자치체이다. 2015년 지방 정부 개혁에 따라 두러스 시의 하위 구역이 되었다. 2011년 인구 조사에 따르면 과거 숙스 지방자치체 인구는 15,966명이었다. 이 마을(코뮌)은 에르젠 강(Erzen)을 기준으로 두 개의 지구, 즉 Sukth i Ri 와 Sukth i vjeter로 나뉜다. 숙스는 역사적인 시장 마을인 시야크(Shijak)에서 북쪽으로 약 3킬로미터 떨어진 곳에 위치해 있다. 아드리아해는 숙스로부터 7킬로미터 떨어져 있다.

## 인구
1990년대 이래로 숙스에는 특히 알바니아의 북부와 동부 지역에서 많은 인구가 유입되었다. 2008년에 50% 이상의 주민이 1990년 이후에 이주해왔다고 답하기도 했다.

## 기온
연평균 기온은 16°C이다. 가장 더운 7월의 평균 기온은 28°C이고 가장 추운 1월의 평균 기온은 6°C이다. 연평균 강수량은 1,469mm이다. 가장 비가 많이 오는 2월의 평균 강수량은 175mm이고 가장 건조한 8월의 평균 강수량은 37mm이다.

## 교통
도시 남쪽에 두러스와 수도 티라나를 잇는 주요 통로인 SH2번 도로가 지난다. 숙스에서 SH2번 도로는 A1자동차도로를 이뤄 두러스와 코소보를 잇는다. 이 도로에서 약 600m 떨어진 곳에는 두러스-티라나 철도가 평행을 이루며 지나간다. 그러나 숙스역에서는 여름에만 열차가 선다.

## 스포츠
숙스가 연고지인 축구단은 FK Sukthi이다. 이 KF숙스는 알바니아 축구의 세 번째 리그인 디터 소속이다. 이 팀은 홈경기를 천 명의 관중을 수용할 수 있는 뉴숙스스타디움(New Sukth Stadium)에서 치른다.